# هرم سنفرو المائل
هرم سنفرو المائل أو الهرم المنحني هو أحد أهرامات مصر وأحد ثلاثة أهرامات قام ببنائها سنفرو. سمي بالهرم المائل حيث بدء في بناء الهرم ليصعد بزاوية 58 درجة، وعندما وصل بناء الهرم إلى نصف ارتفاعه تقريبا تقرر بناء الجزء العلوي بزاوية 43 درجة. أفادت تلك التقنية في توصل سنفرو ومهندسوه إلى بناء هرما كاملا بتقنية جديدة في بلدة دهشور بجواره يسمى الهرم الأحمر.
استغرق العمل في بناء الهرم المائل 14 سنة، ويبدو انه لم يعجب سنفرو فقرر بناء الهرم الأحمر طبقا للخبرة التي تعلمها مهنسوه عند بناء الهرم المائل. فاختار المكان لهرمه الذي يدفن فيه على بعد نحو 2 كيلومتر من شمال الهرم المائل في بلدة دهشور.

عند بناء الهرم المائل بُني الهرم من الحجارة بزوايا مائلة بالنسبة للأرض تقدر بنحو 59 درجة. ويرجح أنه بإقامة البناء بهذا الشكل أن بدأ البناء يغوص بسبب الأحمال الحجرية. علاوة على أن الزواية الكبيرة تتسبب في ارتفاع كبير حاد للهرم تـُصعب العمل من اجل تكملته وبناء الجزء العلوي منه. ولتدارك هذه المشكلة قام المهندسون ببناء جدرانا تدعيمية جعلت زاية الميل 55 درجة للبناء الذي لم يكتمل بعد. ثم أكملوا البناء بزاوية منحنية قدرها 43 درجة مما جعله يطلق عليه الهرم المنحني. وبهذا أكتشفت تقنية بناء الأهرامات الكاملة عن طريق وضع طوابق أفقية من الحجارة. كل طبقة مربعة من الحجارة يعلوها طبقة أقل في المساحة على ان تكون زاوية الميل 52 درجة، بدلا من البناء بزاوية 55 أو 43 درجة كما كان في حالة الهرم المنحني. واصبح هذا الشكل هو الشكل الكامل للهرم كما نعرفه اليوم. 

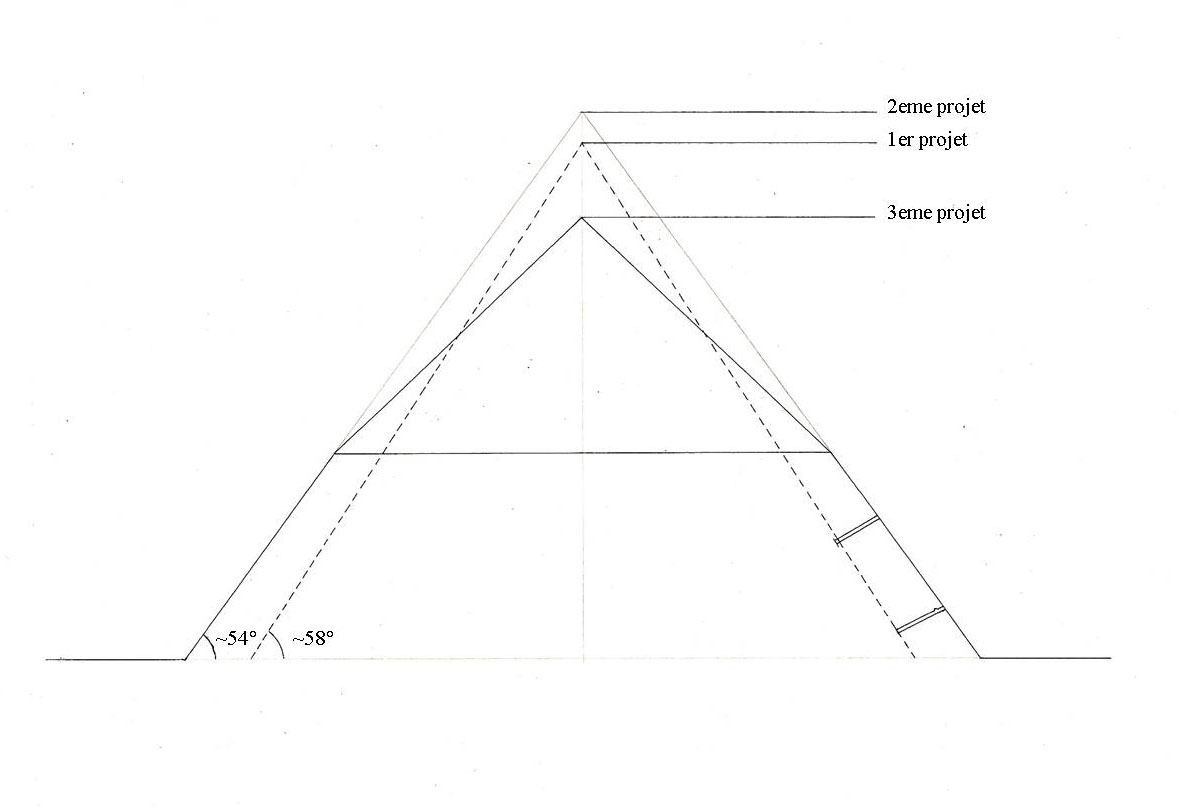
تصميم بناء الهرم المائل

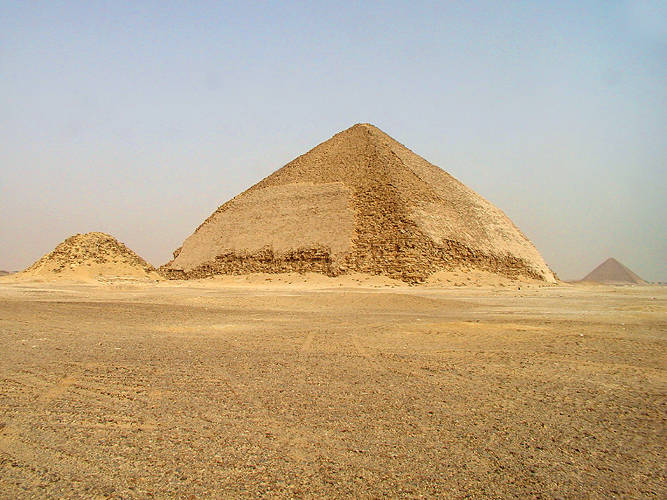
الهرم المائل وبجواره الهرم الثانوي، ويُرى عن بعد الهرم الأحمر (يمين).

قام سنفرو باستغلال التقنية الجديدة ببناء هرمه العملاق وأطلق عليه اسم «الهرم الشمالي» ونسميه اليوم الهرم الأحمر. يقع الهرم الأحمر علي بعد نحو 1,8 كيلومتر شمال الهرم المنحني بدهشور. وبناء علي تقنية بناء هرم سنفرو الأحمر بنيت الأهرامات بالجيزة. فقد قام خوفو ابن سنفرو ببناء الهرم الأكبر على هضبة الجيزة ووصل ارتفاعه إلى 157 متر، ثم تبعه ابنه خفرع وبنى هرمه بجانب هرم والده وكان اقل ارتفاعا منه، ثم جاء ابنه منقرع وبنى الهرم الثالث (الصغير)، والثلاثة أهرامات موجودة في الجيزة. وكانت تلك الأهرامات مقابر لهم.

## نظرة عامة
يعتقد علماء الآثار الآن أن الهرم المنحني يمثل شكلاً انتقاليًا بين الهرم المتدرج والهرم الأملس. لقد تم اقتراح أنه نظرًا لانحدار زاوية الميل الأصلية، فقد يبدأ الهيكل في إظهار علامات عدم الاستقرار أثناء البناء، مما أجبر البناة على تبني زاوية ضحلة لتجنب انهيار الهيكل. يبدو أن هذه النظرية تؤكدها حقيقة أن تم بناء الهرم الأحمر المجاور، بعد ذلك مباشرة من قبل نفس الملك، بزاوية 43 درجة من قاعدته. تتناقض هذه الحقيقة أيضًا مع النظرية القائلة بأن البناء في الزاوية الأولية سيستغرق وقتًا طويلاً لأن موت سنفرو كان يقترب، لذلك قام البناة بتغيير الزاوية لإكمال البناء في الوقت المناسب. في عام 1974، اقترح كورت مندلسون أن يتم تغيير الزاوية كإجراء احترازي أمني كرد فعل لانهيار كارثي لهرم ميدوم بينما كان لا يزال قيد الإنشاء.
يمكن أن يكون سبب تخلي سنفرو عن هرم ميدوم والهرم المنحني ناتجًا عن تغيير في الأيديولوجية. لم يعد القبر الملكي يعتبر سلمًا للنجوم؛ بدلاً من ذلك، تم تقديمه كرمز لعبادة الشمس والتل البدائي الذي نشأت منه الحياة.
كما أنه فريد من نوعه بين الأهرامات الموجودة في مصر، حيث أن غلافه الخارجي الأصلي المصقول الحجر الجيري لا يزال سليماً إلى حد كبير. يعزو المهندس الإنشائي البريطاني بيتر جيمس ذلك إلى وجود مساحات أكبر بين أجزاء الغلاف أكثر من تلك المستخدمة في الأهرامات اللاحقة؛ تعمل هذه العيوب مثل وصلات التمدد وتمنع التدمير المتتالي للغلاف الخارجي عن طريق التمدد الحراري.

## مراحل بناء الهرم

### مرحلة البناء الأولى
في مرحلة البناء الأولى، تم التخطيط لهرم شديد الانحدار بطول قاعدته 157 مترًا وزاوية ميل حوالي 58 درجة (ربما حتى 60 درجة). لو كان الهرم قد اكتمل بهذا الشكل، لكان قد وصل إلى ارتفاع حوالي 125 م. أقيم الهرم على هذا الشكل باستخدام تقنية الطبقة المائلة التي تم تجربتها واختبارها في الأهرامات المتدرجة. بينما أدت هذه التقنية إلى تحسين ثبات الأهرامات المتدرجة، حيث كانت البنية التحتية أسفل الهرم، إلا أنها أدت إلى مشاكل كبيرة مع هذا الهرم، حيث زادت الأوضاع المائلة من الضغط على داخل الهرم وفي الغرف وفي جسم الهرم الممرات أدت إلى مشاكل استقرار وتشققات وحتى خطر الانهيار. ربما كان المبنى نصف محاط بسور فقط في هذه المرحلة عندما أصبحت مشاكل الاستقرار واضحة. نظرًا للدرجة الكلية الجيدة للحفاظ على الهرم، لا يمكن التحقق من مرحلة البناء الأولى هذه إلا بشكل غير مباشر من خلال نقاط الإزاحة على بعد حوالي 12.70 مترًا من المدخل في الممر السفلي النازل وحوالي 11.60 مترًا في الممر العلوي الهابط.

### مرحلة البناء الثانية
لتحسين الاستقرار، قام البناة بتقليل زاوية الميل إلى 54 درجة. لهذا الغرض، تم بناء حزام بعرض 15.70 م حول هرم مرحلة البناء الأولى. أدى هذا إلى زيادة طول القاعدة إلى 188 م. هنا أيضًا، تم استخدام طبقات الجدران المائلة مرة أخرى. لو تم الالتزام بزاوية الانحدار البالغة 54 درجة، لكانت قد وصلت إلى ارتفاع 129.4 مترًا وحجمها حوالي 1524000 متر مكعب. سيكون هرم شبكي ثالث أعلى هرم في العالم، لكن حجمه سيظل خلف الهرم الأحمر (1,694,000 متر مكعب)، بحيث يكون رابع أكبر هرم في مصر فقط. ومع ذلك، نظرًا لأنه لا يمكن حل مشاكل البناء من خلال التدابير، تم إلغاء البناء على ارتفاع 49 & نبسب؛ م. حجر هذه المرحلة مكسو بالحجر الجيري الناعم طرة.

### مرحلة البناء الثالثة
في مرحلة البناء الثالثة، تم تقليل الزاوية إلى 43 درجة ووضع البناء في طبقات أفقية، تمامًا كما في الهرم الأحمر، مما أدى إلى تخفيف الضغط بالداخل. هذا خلق الشباك الفريد الذي لا يوجد في أي هرم آخر. نظرًا لزاوية الميل السفلية للجزء العلوي، تم تقليل الارتفاع الكلي إلى 105 م. بلغ الحجم الإجمالي 1,440,808 متر مكعب. أيضًا المنطقة العلوية مغطاة بحجر جيري طرة ناعم.

### مشاكل البناء
تم بناء الهرم على حجر من الطين، ليس مثل معظم الهرم على صخور صلبة. ربما تم القيام بذلك لتسهيل العمل على البنية التحتية، حيث كان من السهل قص اللوح. ومع ذلك، فإن التربة التحتية لم تقدم دعماً كافياً للكتل الحجرية للهرم، وحدث هبوط، والذي يمكن رؤيته من خلال الشقوق في بناء الهرم وخاصة في الممرات والغرف. إلى جانب المشاكل الناجمة عن البناء المنحدر إلى الداخل، أدى هذا على ما يبدو إلى شكوك حول استقرار الهيكل وبالتالي ملاءمة الهيكل كمقبرة. جرت المحاولات الأولى لتغطية الشقوق في جدران الممرات بجص باريس، فيما بعد تم تركيب عوارض خشبية كدعامات في الغرف. من الواضح أن جودة المبنى لم تكن كافية لدفن الملك، مما أدى على الأرجح إلى حقيقة أنه في اتجاه الشمال قليلاً، كلف نصبًا تذكاريًا آخر مع الهرم الأحمر. في الوقت نفسه، قام بتحويل هرم ميدوم إلى هرم حقيقي. تم الانتهاء من الهرم المنحني نفسه ببرنامج معبد مصغر ويفترض أنه تولى وظيفة هرم العبادة للهرم الأحمر الشمالي.

## الممرات الداخلية
يحتوي الهرم المنحني على مدخلين، أحدهما منخفض إلى حد ما على الجانب الشمالي، حيث تم بناء درج خشبي كبير لراحة السياح. المدخل الثاني مرتفع على الوجه الغربي للهرم. يؤدي كل مدخل إلى غرفة ذات ارتفاع مرتفع، سقف مقوس؛ المدخل الشمالي يؤدي إلى غرفة تحت مستوى الأرض، والغرب إلى غرفة مبنية في جسم الهرم نفسه. ثقب في سقف الغرفة الشمالية يمكن الوصول إليه اليوم بواسطة سلم مرتفع ومتهالك طوله 15 متر يؤدي عبر ممر وصل خشن إلى الممر من المدخل الغربي.
يتم حظر ممر المدخل الغربي بواسطة كتلتين حجريتين لم يتم إنزالهما عموديًا، كما هو الحال في الأهرامات الأخرى، ولكنهما انزلقوا على منحدرات 45 درجة لسد الممر. تم إنزال أحدهما في العصور القديمة وتم قطع ثقب فيه، والآخر بقايا مدعومة بقطعة من خشب الأرز القديم. يدخل المقطع المتصل المشار إليه أعلاه في الممر بين طائرتين.
التوزيع الداخلي الأول (المدخل الشمالي)

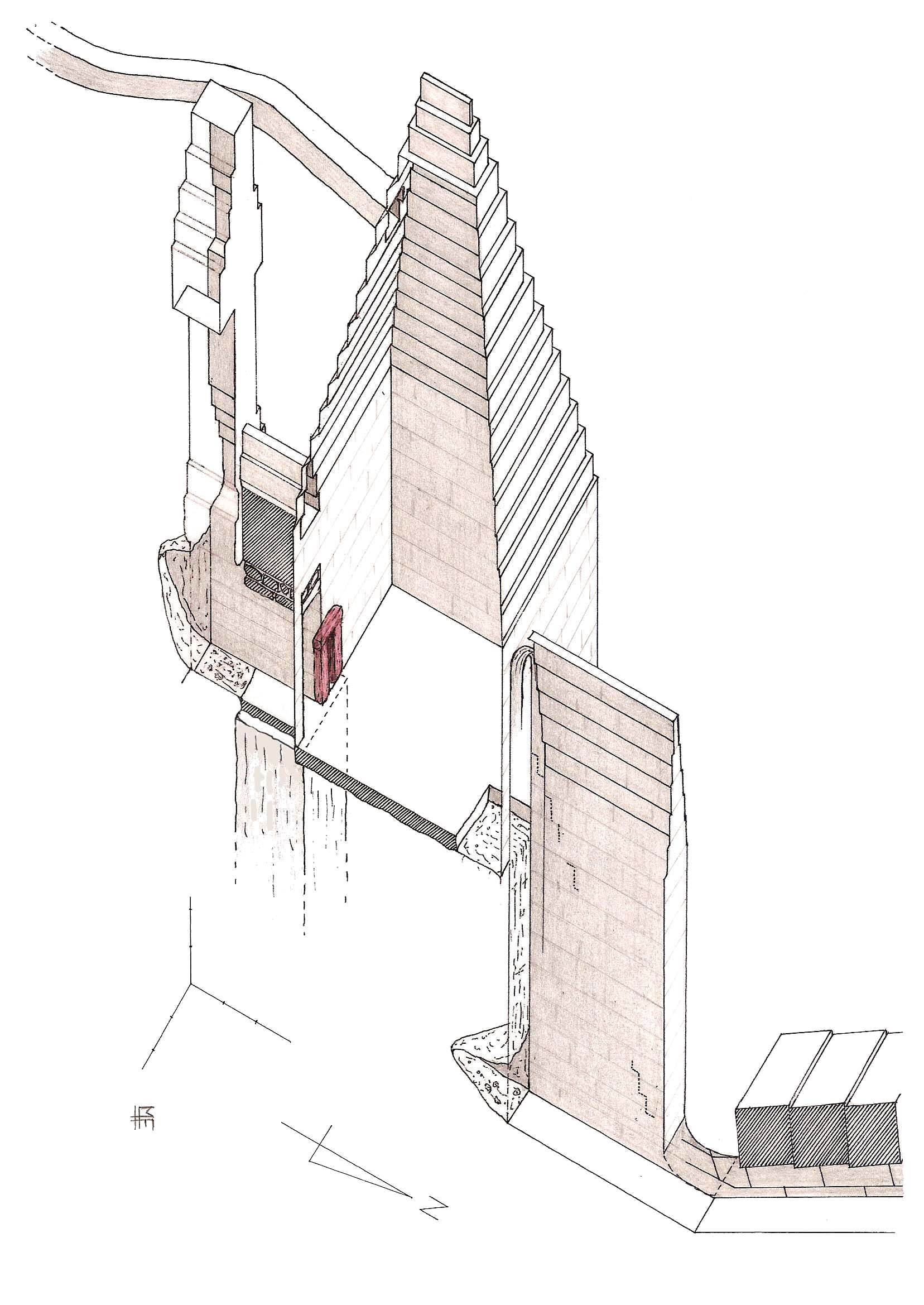
منظر محوري للغرفة السفلية للهرم المنحني

يقع المدخل الشمالي فوق مستوى الأرض 11.80 متر. إنه الهرم الوحيد الذي حافظ على مدخله سليماً على مستوى الواجهة. يتكون الساكف من كتلة واحدة طولها 3.18 متر وارتفاعها 1.50 متر، وهي أكبر بكثير من الأحجار المكونة للوجه وجعل موضع الإدخال  واضحًا. لاحظ علماء المصريات على الجدران الجانبية وجود زوجين من الثقوب الموضوعة مقابل بعضهما البعض على الجدران الشرقية والغربية والتي كانت بلا شك لاستيعاب تثبيتات الباب الدوار الذي وضعه المعماريون الإيطاليون فيتو ماراجيوليو وسيليست رينالدي تفترض من الخشب. يفتح المدخل على ممر ينحدر من 78.60 متر  ومنحدر 28 درجة 22 على 12.60 متر ثم 26 درجة 20 '. يتميز هذا الهبوط بخصوصية كونه مغطى بألواح تتراجع قليلاً عن بعضها البعض، مما يسمح بتفريغ الكتل الأعلى بطريقة قبو مقوس. يؤدي الممر إلى ممر تكون أرضيته 22.40 متر تحت مستوى الأرض. هذا الممر هو 12.60 متر  ويحتوي على قبو مقوس.
يبلغ ارتفاع ما يسمى بالغرفة السفلية 6.75 متر عنها  وتظهر تحكمًا مثاليًا من جانب مصمميها من حيث توزيع الحمولة . سقف هذه الغرفة، الذي يبلغ ذروته عند 17.30 متر في أعلى نقطة له، هو قبو مقوس مبتكر منذ تطبيق التقنية، ولم يعد على وجهين كما في هرم ميدوم، لكن من جميع جوانبه الأربعة ومبني من الحجر الجيري. رصد فيتو ماراجيو وسيليست رينالدي آثارًا للشقوق المملوءة بالجبس والتي لا بد أنها حدثت، وفقًا لهما، أثناء بناء الغرفة. كما لاحظوا وجود عدة أزواج من الثقوب موضوعة مقابل بعضها البعض، مما قد يسمح بإدخال الحزم. خلال الحفريات الأولى للمبنى، كانت هذه الغرفة مليئة بالأنقاض والكتل المربعة بالكاد، بعضها يحمل رسومات على الجدران. من المستحيل تقدير مدى ارتفاع هذا الملء.
توفر غرفة النوم السفلية الوصول إلى الجنوب، ويطل عليها ممر صغير يؤدي دور قبو مقوس. تؤدي هذه القناة إلى ارتفاع 17.30 متر «بئر» (تسمى أحيانًا «المدخنة») والتي تبين أنها تراكب تجويفين ربما تم إغلاقهما مبدئيًا بواسطة مسفين، كما يقترح أحدهما. لا تزال كتلة الحجر الجيري تستقر على حافة التجويف السفلي. وظيفة هذا البئر، الموضوعة على مستوى المحور المركزي للهرم مع وجود إزاحة طفيفة بمقدار متر واحد، غير معروفة وبنيتها غير عادية على الأقل. لاحظ أن أرضية القناة بين البئر والحجرة السفلية تقع على أنقاض تملأ تجويفًا بعمق ثمانية أمتار.
اكتشف جون شاي بيرنج، في الغرفة السفلية على ارتفاع 12.60 مترًا  ، حبل من ورق البردي يشير إلى فتح معرض محفور في البناء، ينتهي هذا في الممر العلوي بين مسطفي التوزيع الثاني. والغريب ملاحظة أن هذا الرواق قد تم حفره لتجنب جزء من الهرم. يتم تنفيذه بشكل مباشر واقتصادي وحذر للغاية عندما تأخذ في الاعتبار صعوبة الحفر «الأعمى» وضمان الارتباط بين مستويين مختلفين.
لا تزال آثار درج حجري مرئية على جدران الممر الذي يسبق الغرفة السفلية. أدت هذه الحقيقة إلى افتراض المهندسين المعماريين أن البناة قاموا ببناء درج ضخم يؤدي إلى المعرض المتصل، والذي كان من الممكن أن يتم تفكيكه بالكامل بعد ذلك، مما يجعل من المستحيل الوصول إلى المستوى العلوي.

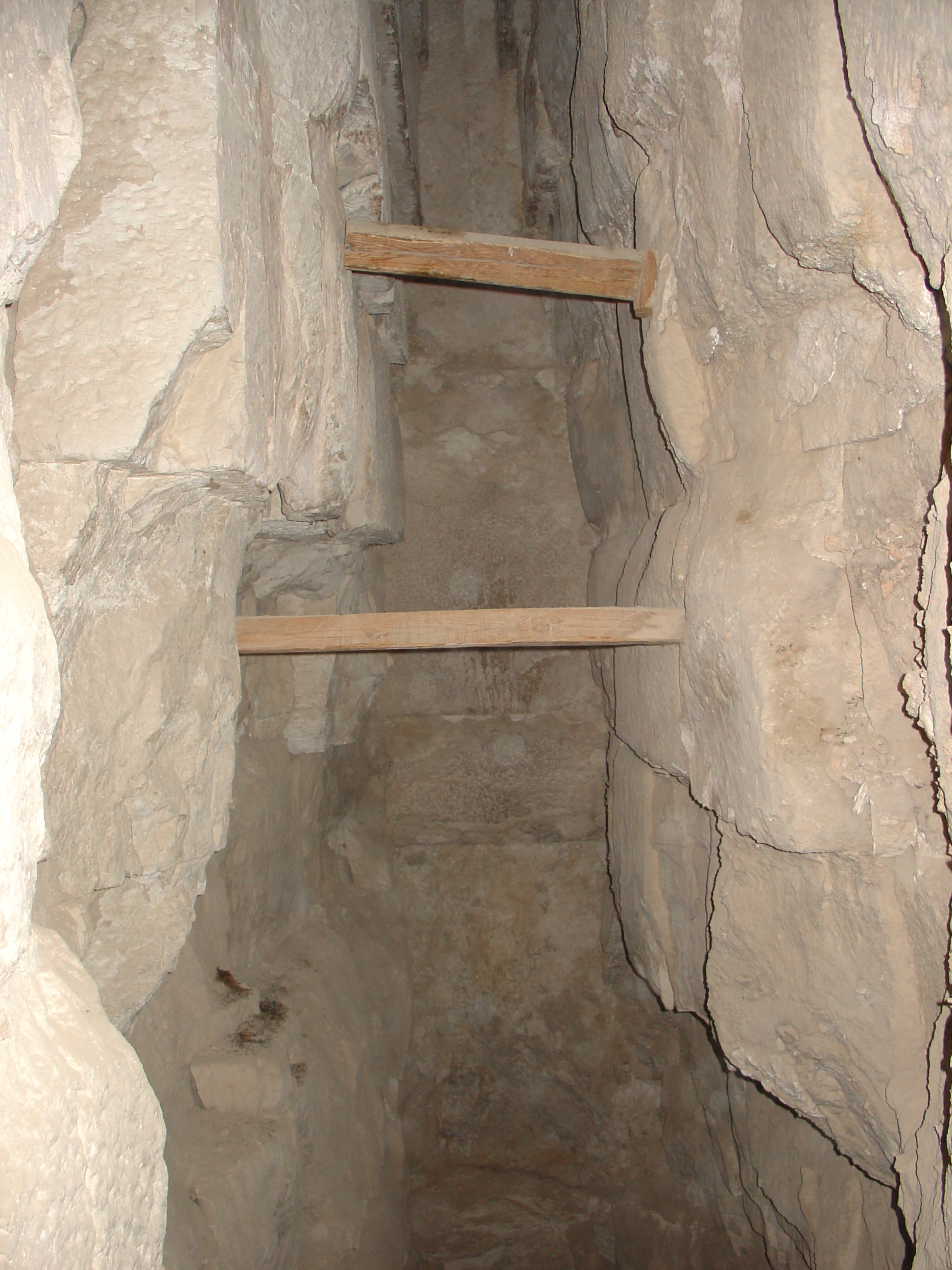
كتل دعم القوس في أكوام التحميل
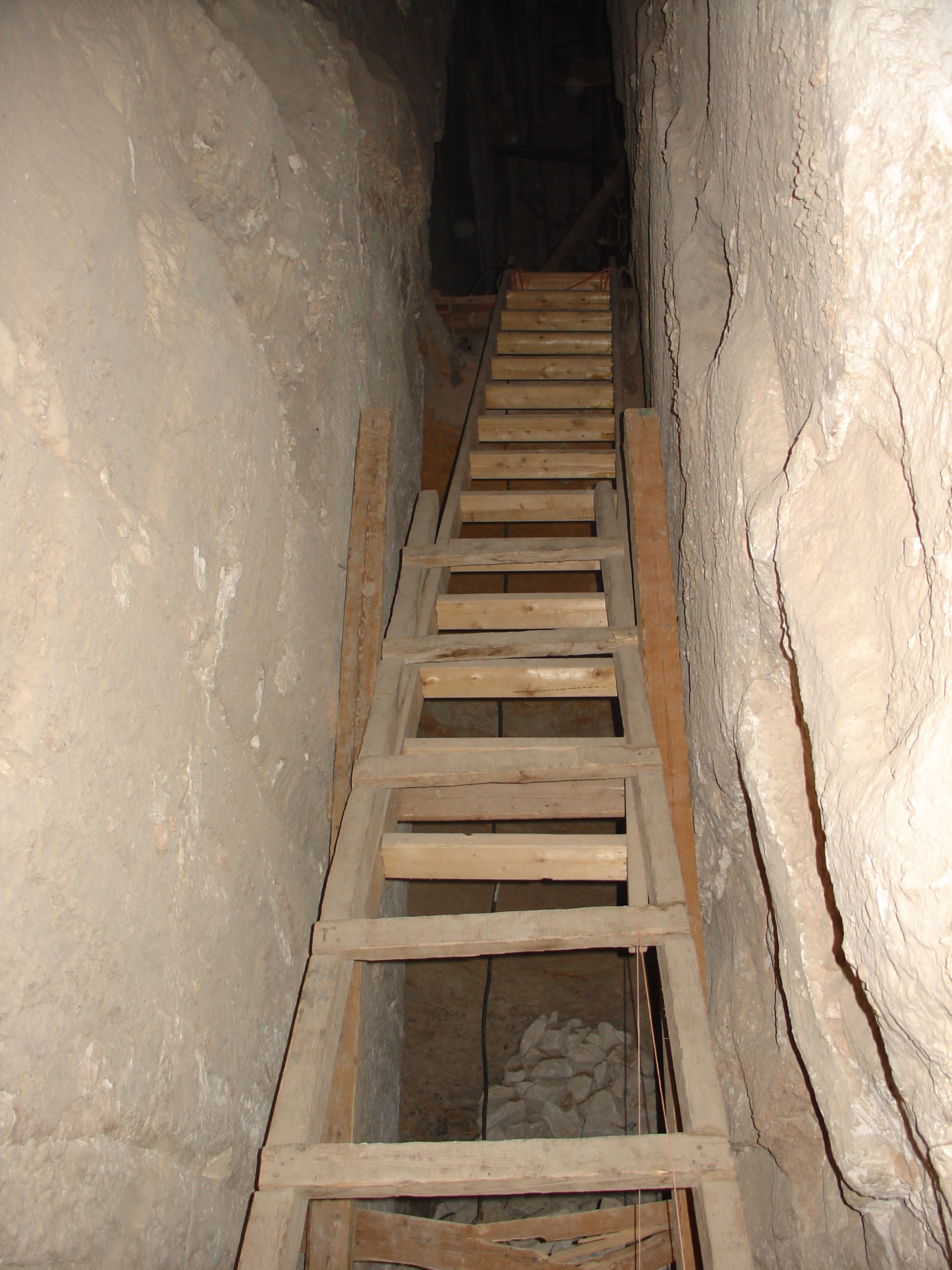
الوصول إلى الدرج إلى غرفة النوم السفلية
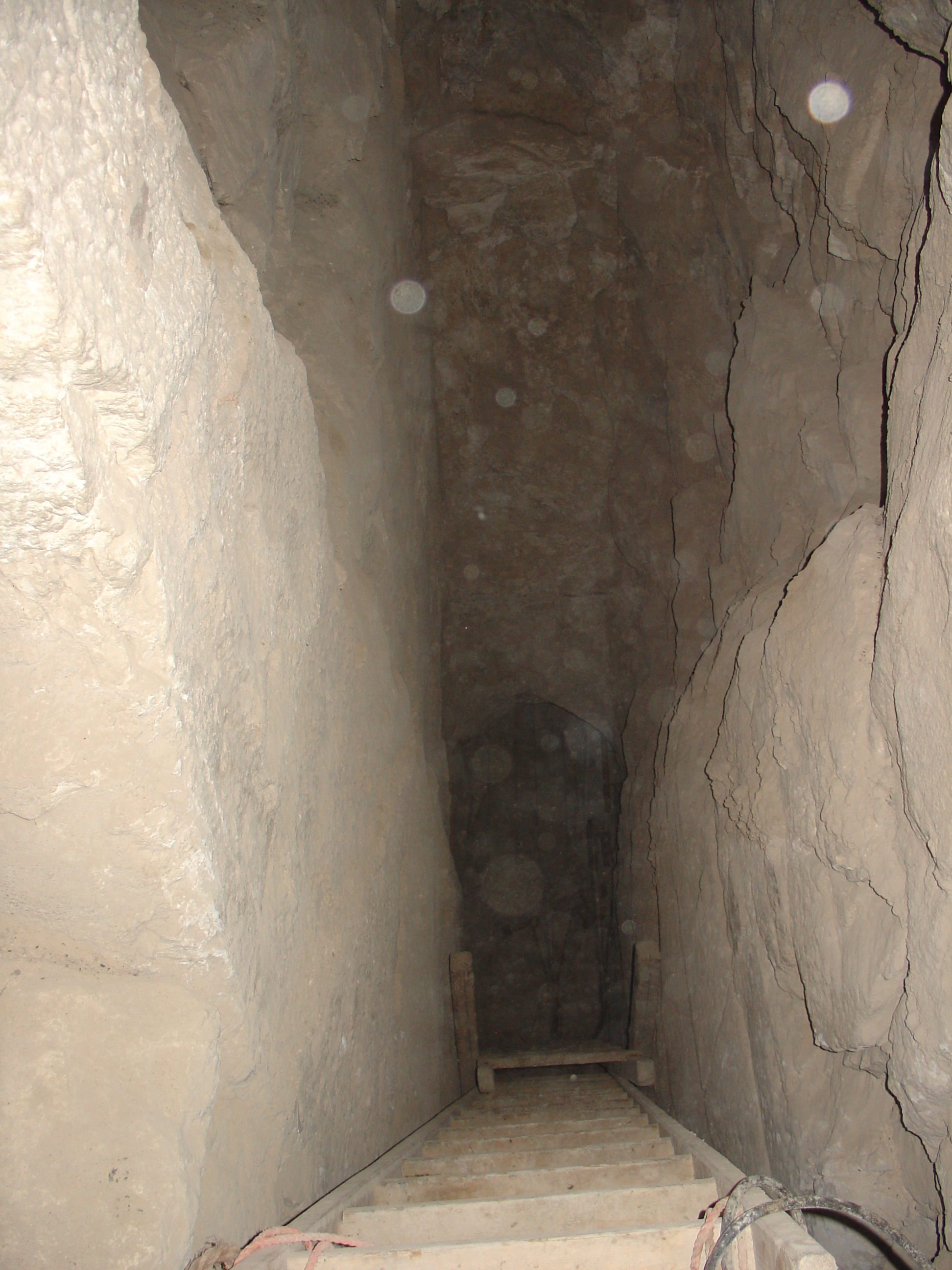
منظر للممر من غرفة النوم السفلية
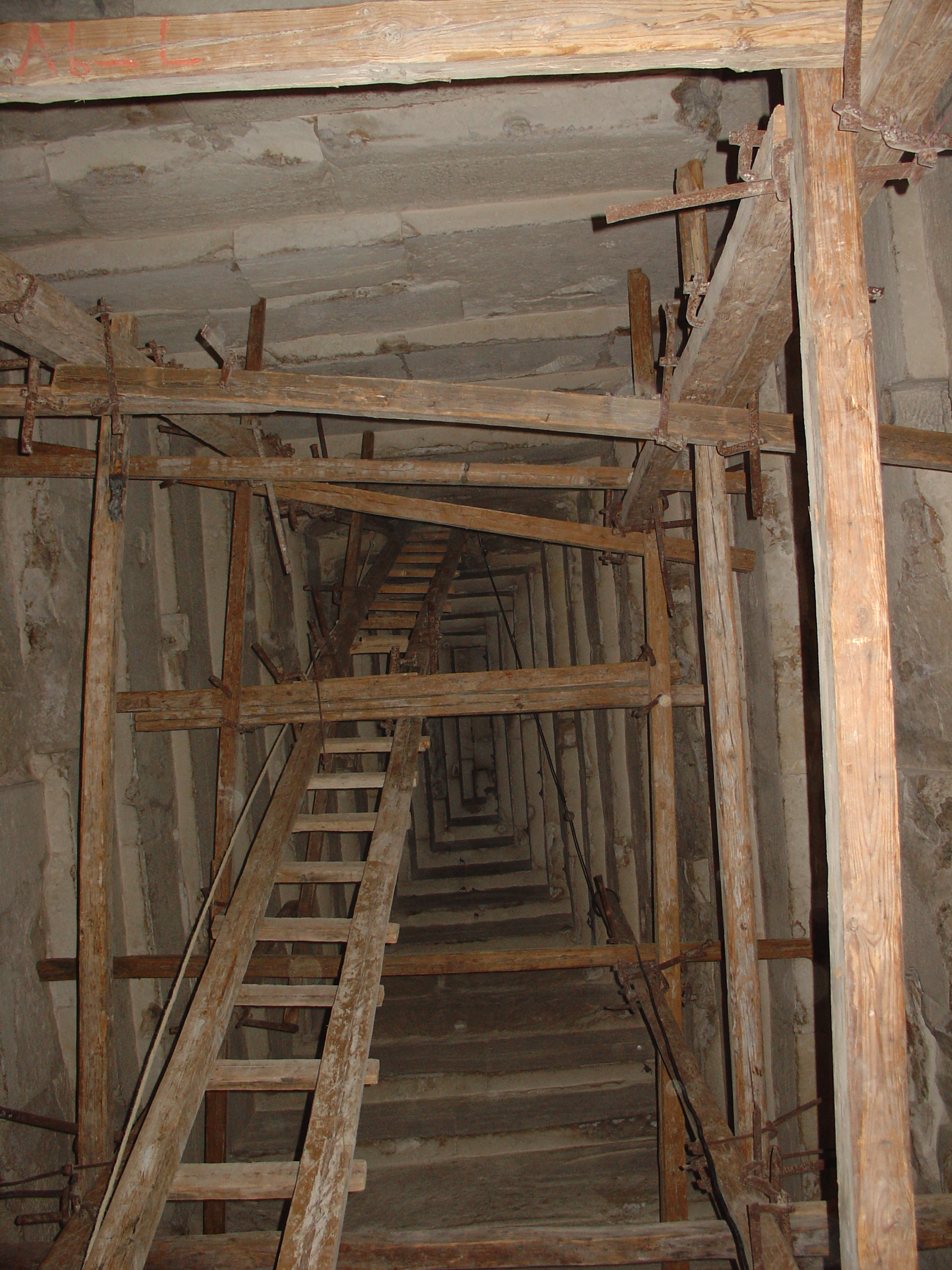
الوصول إلى الدرج إلى المعرض المتصل

التوزيع الداخلي الثاني (المدخل الغربي)

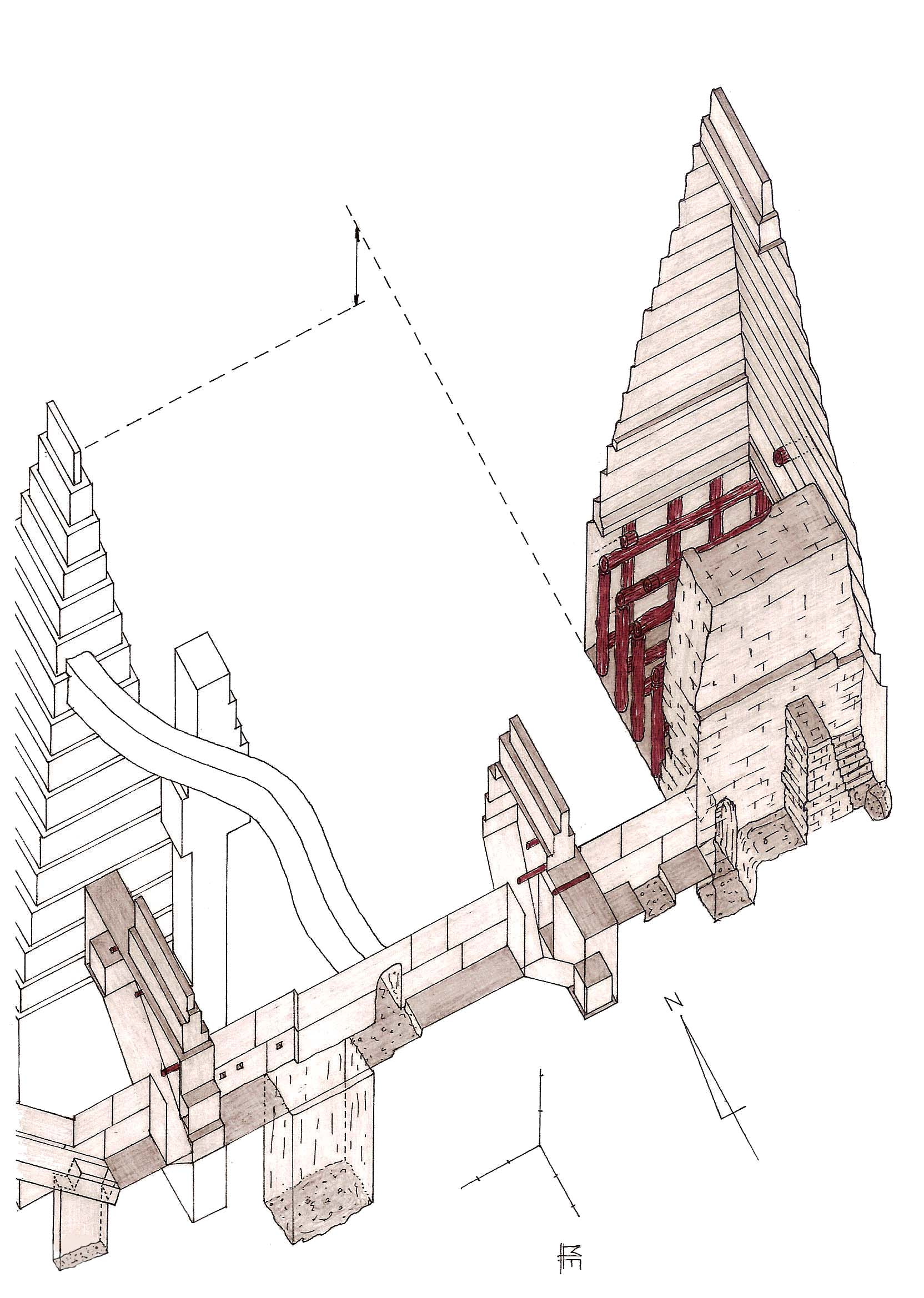
منظر محوري للغرفة العلوية للهرم المنحني

حتى عام 1951، كان المدخل الغربي يتعذر الوصول إليه ويتم إخفاؤه تحت غطاء الهرم. ينحرف عن محور الهرم ويبلغ ارتفاعه 33.22 متر. ينحدر الممر على 67.66 متر بميل 30 ° درجة 09 ' دقيقة على 21.81 متر ثم 24 ° درجة 17' دقيقة. هذا الهبوط، في نهايته السفلية، تجويف في الأرض وعمق 1.28 متر. يذكر هذا التجويف بتلك الموجودة في هرم ميدوم والهرم الأحمر، وكل منهما يقع أيضًا في أسفل المنحدر. تم إعاقة الممر الهابط على طوله بالكامل بواسطة كتل كبيرة من الحجر الجيري المحشو بالجبس على جانبها الغربي، حتى الانطلاق من عام 1946 إلى عام 1951. ويشكل الهبوط العلوي للهرم المعيني الرابط مع قسم أفقي عشرين مترا يقطعها ممران مشط. هذه هي أنظمة الإغلاق الأولى ذات المشط على مستوى مائل. سيتم استخدام هذا الابتكار عدة مرات خلال المملكة المصرية الوسطى. فقط المسلفة الأولى أدت وظيفتها. تم لصقها من الداخل والخارج، مما أدى إلى استنتاج مفاده أن المصريين القدماء استخدموا الرواق المؤقت (وكذلك المنحدر الغربي) لإغلاق القبر. بين الممرّين المشطّين، عبد السلام محمد حسين، الذي أثار إعجابه وجود الجبس، رفع بلاطة من الأرض واكتشف تحتها بئر كبير مستطيل الشكل غرق أربعة أمتار إلى المستوى. الأرض الصخرية. لا تزال وجهة هذا العنصر لغزا. أيضًا في هذا الجزء من الممر الأفقي، توجد خمسة أزواج من الشقوق موضوعة مقابل الجدران الجانبية.
يؤدي المعرض المتصل بين التوزيعين هنا في الجدار الجانبي الشمالي، مباشرة بعد البئر.
ينتهي القسم بما يسمى بالغرفة العلوية، مثل الغرفة السفلية، قبو مقوس على وجوهه الأربعة ولكن بجودة أقل من الغرفة السفلية. تم رفع أرضية هذا القبو بمقدار 4.20 متر بواسطة بناء كتل صغيرة من الحجر. تم التنقيب عن جزء كبير من هذا البناء أثناء الحفريات 1946-47 وكشف عن إطار مهيب من خشب الأرز ما يقرب من 4600 سنة.
ملاحظات مختلفة على البنية التحتية
تم العثور على عدد قليل من النقوش الهيروغليفية التي تعود إلى الفترة المتأخرة على مسافة قصيرة من المدخل الشمالي للممر السفلي النازل.
تم اكتشاف صندوق على بعد حوالي خمسة عشر مترا من قاع المنحدر العلوي. كانت تحتوي على بقايا بومة محنطة وخمسة خفافيش. قام الدكتور أحمد بطراوي بتأريخهم إلى الأسرة المصرية الرابعة بينما تقدم أحمد فخري إلى العصر البطلمي.
هذا المنحدر العلوي، الذي يمكن الوصول إليه من المدخل الغربي، كان في الأصل مسدودًا بطوله بالكامل. تمت إزالة آخر ثمانية عشر مترًا من الحجر، وفقًا لـ أحمد فخري، في العصور القديمة جدًا. لا يمكن تنفيذ هذه العملية، التي لم يعرف مؤلفوها، إلا عن طريق حفر ممر من خلال المشط الأول.
لاحظ فخري حقيقة مفاجئة تحث على وجود اتصال ثالث خارج الهرم ولم يتم اكتشافه بعد. ظل النسب الأعلى (الغرب) محجوبًا حتى صدر عام 1946 من قبل حسن مصطفى. ثم تم ملء المنحدر بكامل طوله بكتل كبيرة من الحجر الجيري مفصولة، كما تم لصق أول مسلفة في الوضع المغلق على جانبيها. ومع ذلك، في طقس شديد الرياح، شهد العديد من المستكشفين منذ بيرنج ضوضاء استمرت لبضع ثوان، وهو ضجيج تم سماعه بشكل خاص في القسم الأفقي بين ممرتي المشط. . لاحظ بيرنج أيضًا وجود مسودة قوية جدًا.
الترتيب غير العادي للشقق الجنائزية والخصائص المعمارية والمصنوعات اليدوية المكتشفة لا تفاجئ. إنها بلا شك البنية التحتية الأكثر تعقيدًا بعد هرم خوفو ومثل هذه البنية، لم يتم اقتراح تفسير مرضٍ لنوايا البناة.

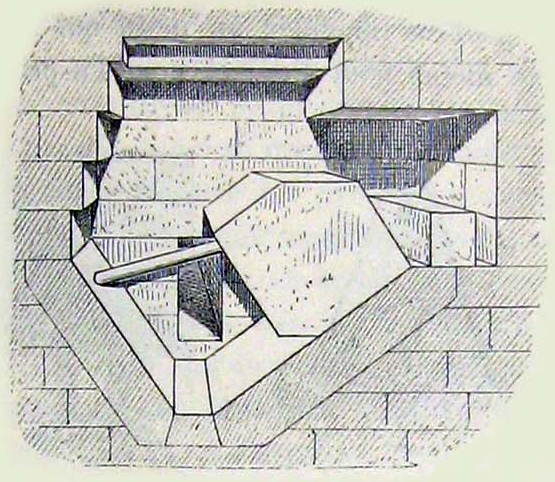
نظام الإغلاق بمسلفة في وضع مرتفع
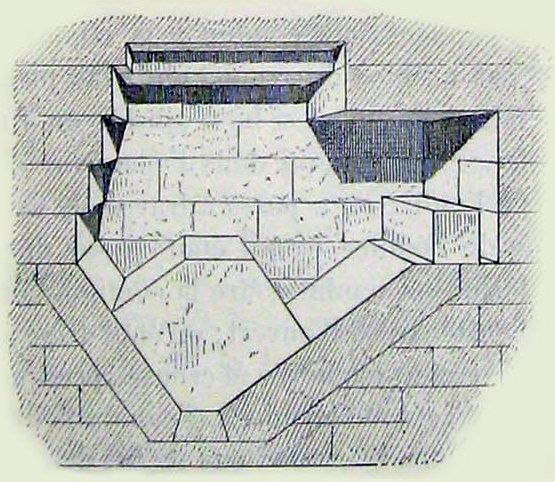
نظام الإغلاق بمسلفة في وضع مغلق

## معرض صور

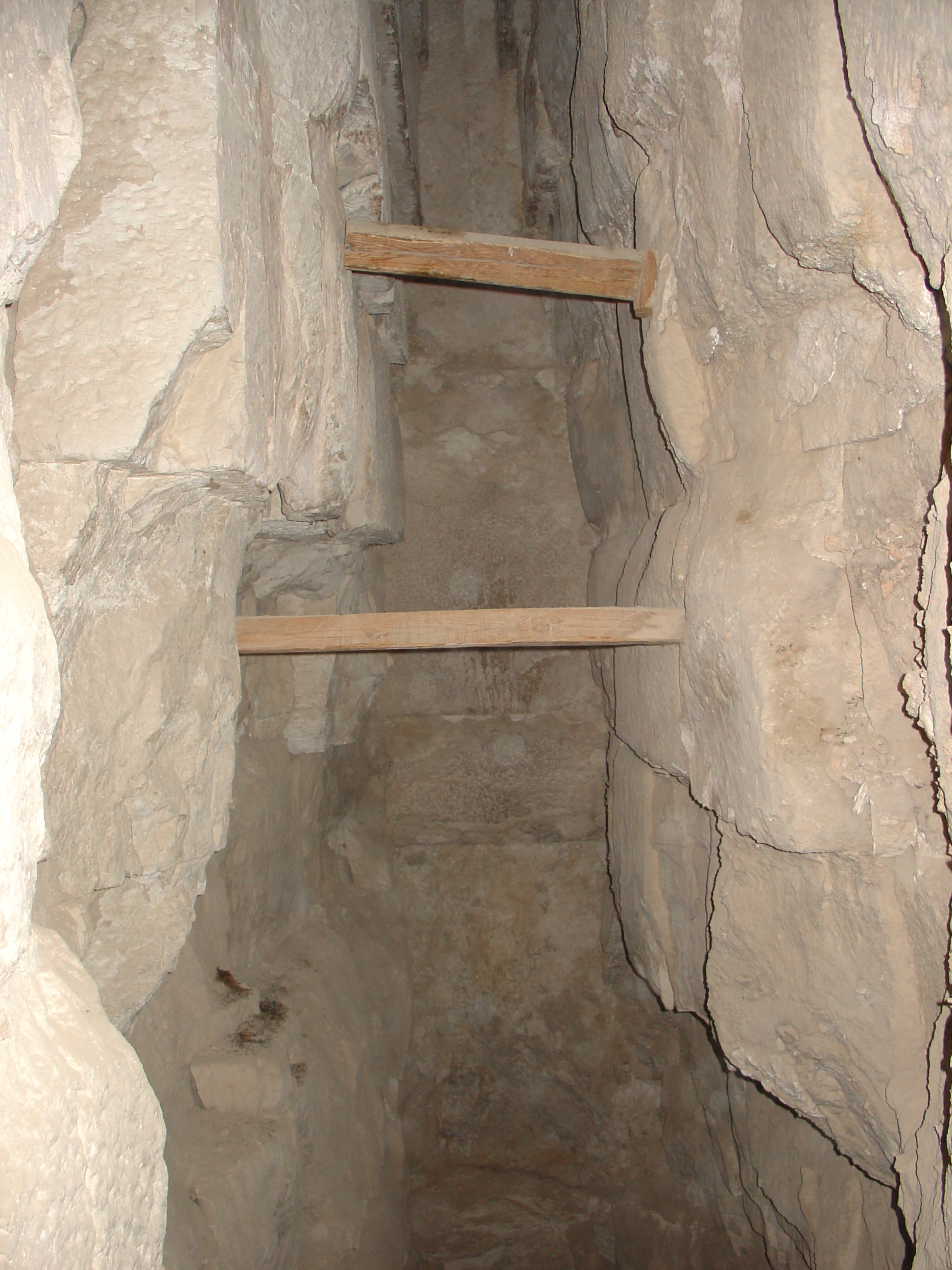
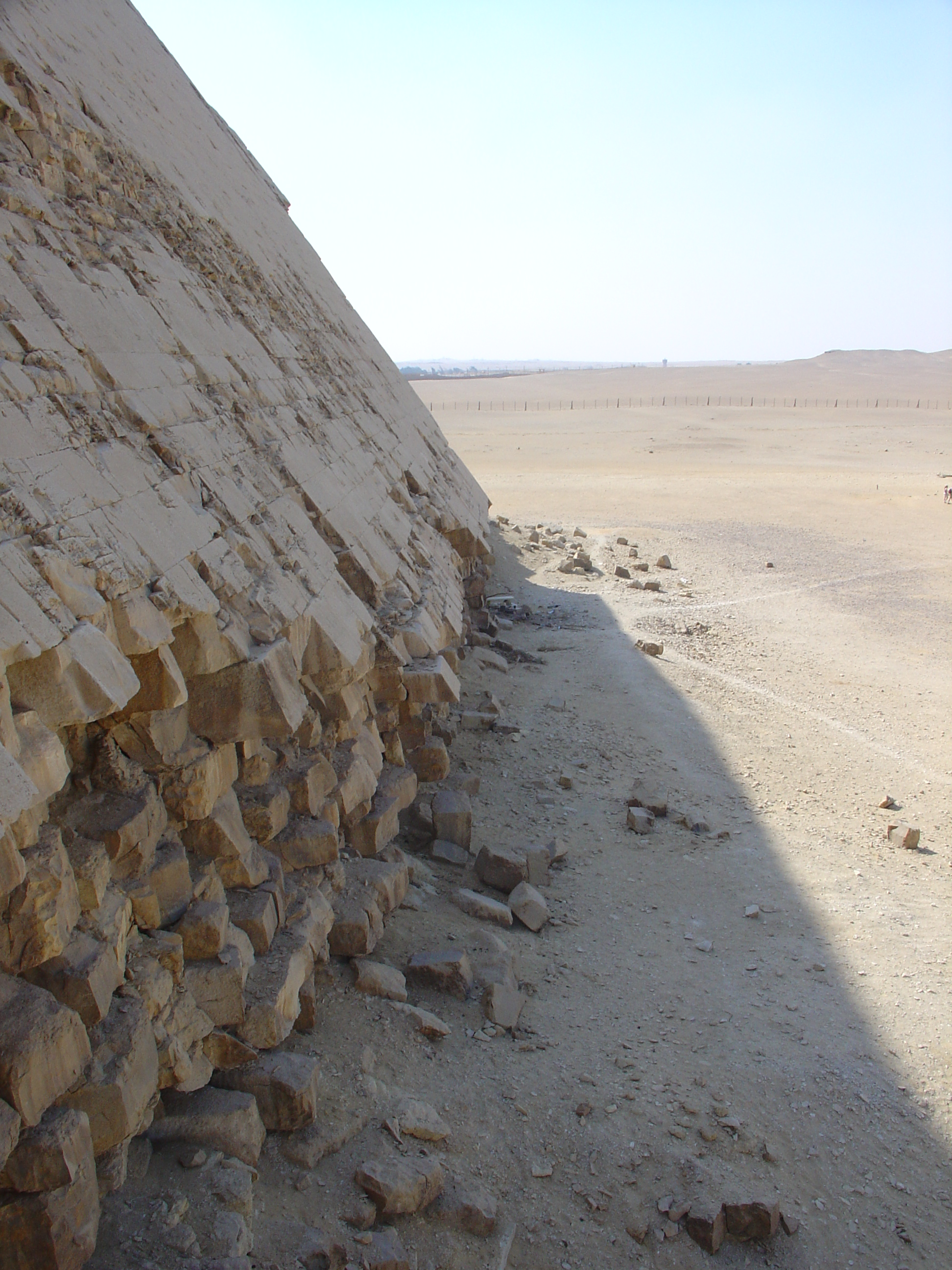
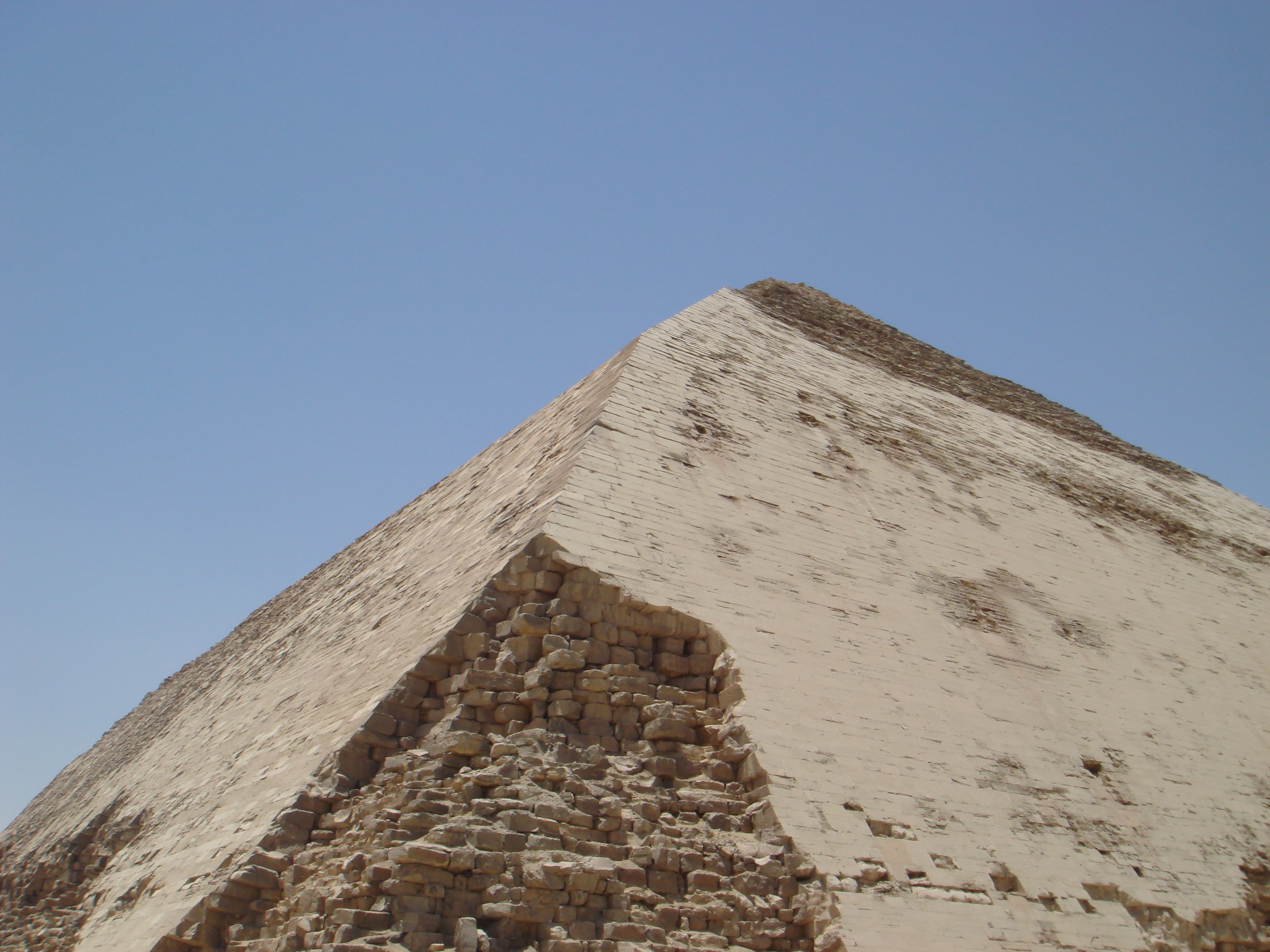
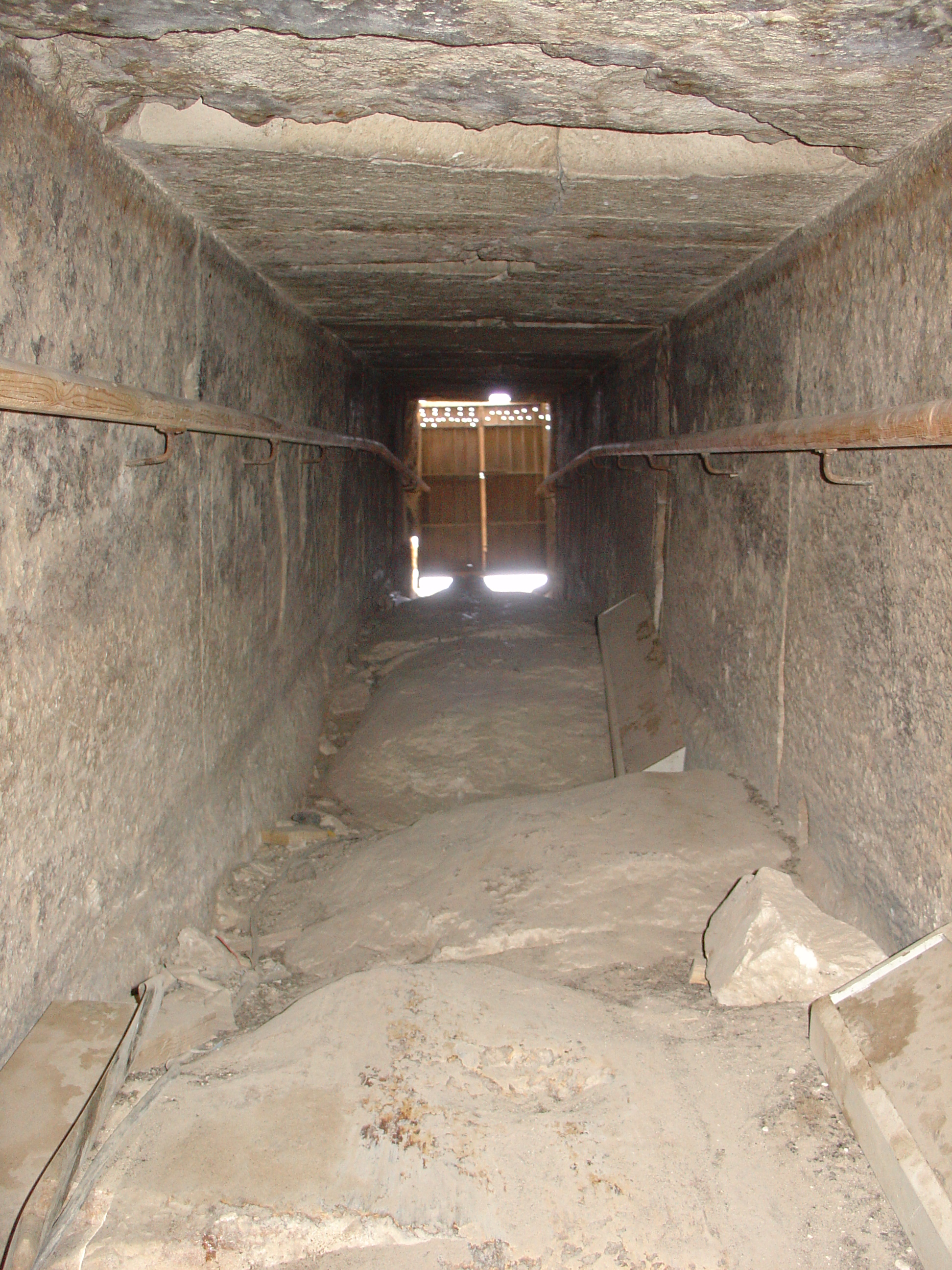
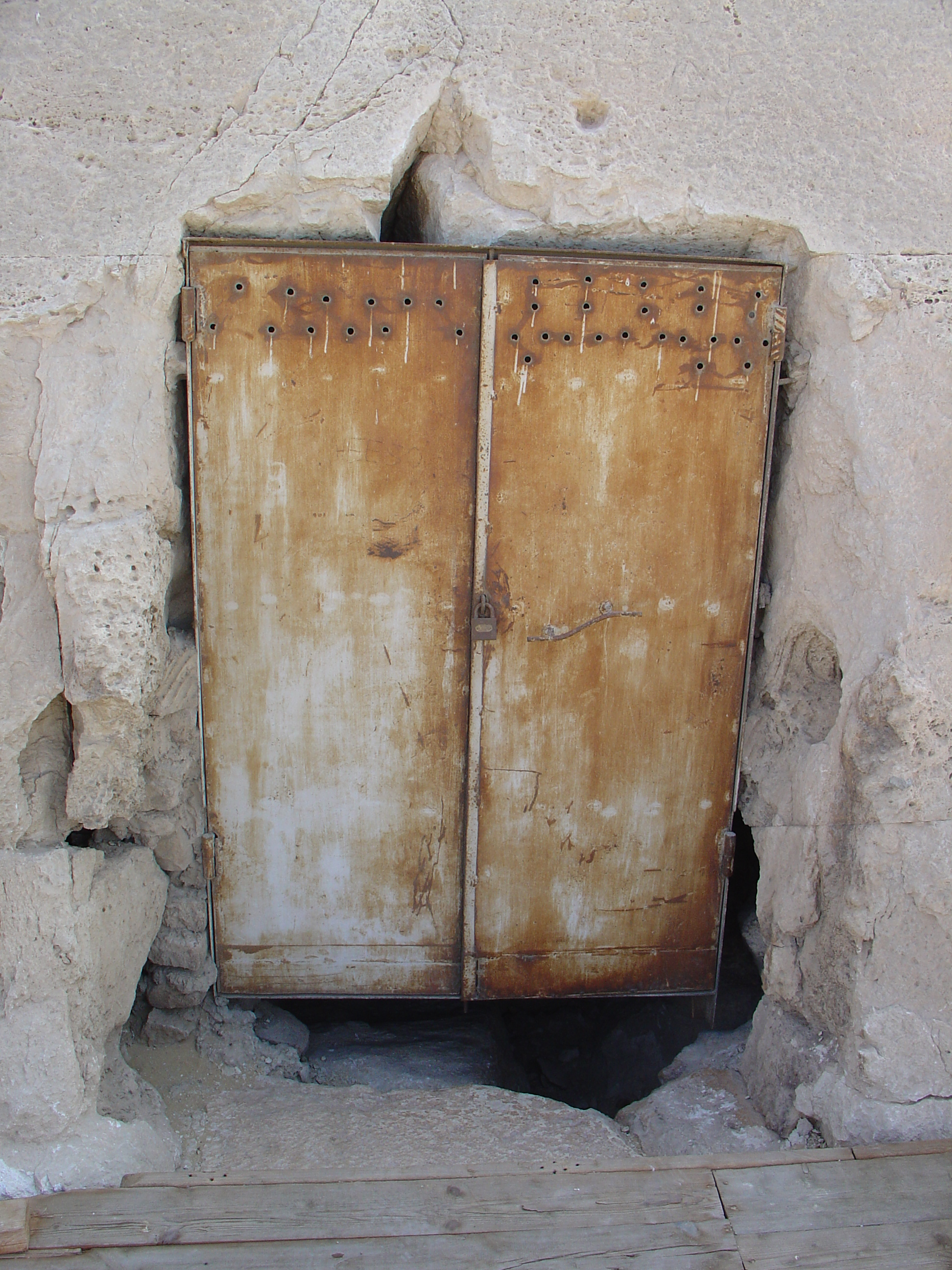

## الطريق
جسر يؤدي من الشمال الشرقي لأهرامات بنت الأهرامات نحو الهرم مع معبد الوادي. كان الجسر مرصوفًا بكتل من الحجر الجيري وكان له جدار منخفض من الحجر الجيري على كل جانب. في الواقع، قد يكون هناك طريق ثانٍ يؤدي إلى رصيف أو مرحلة هبوط، ولكن لا توجد أعمال حفر يمكن أن تثبت هذا الافتراض حتى الآن.

## المعابد الملحقة

### المعبد العالي
المعبد المرتفع المرتبط بالوجه الشرقي للهرم الرئيسي، هو في الواقع مكان للقرابين فقط أمامه لوحتان كبيرتان مكسورتان كان ارتفاعهما في الأصل تسعة أمتار. إحداها، محفورة باسم الملك، تثري حاليًا مجموعة متحف القاهرة.
هيكل هذا البناء بالكاد أكثر تطوراً من هيكل هرم ميدوم على الرغم من أن تصميمه قد خضع لعدة تعديلات. العناصر الرئيسية هنا هي المذابح الثلاثة الكتابية. تم ترميم المعبد وإعادة تنشيطه خلال الأسرة المصرية الثانية عشر ولاحقًا خلال الفترة المتأخرة، مما يثبت أن الملك سنفرو كان موضع عبادة عبر التاريخ مصرية بعد حكمها.

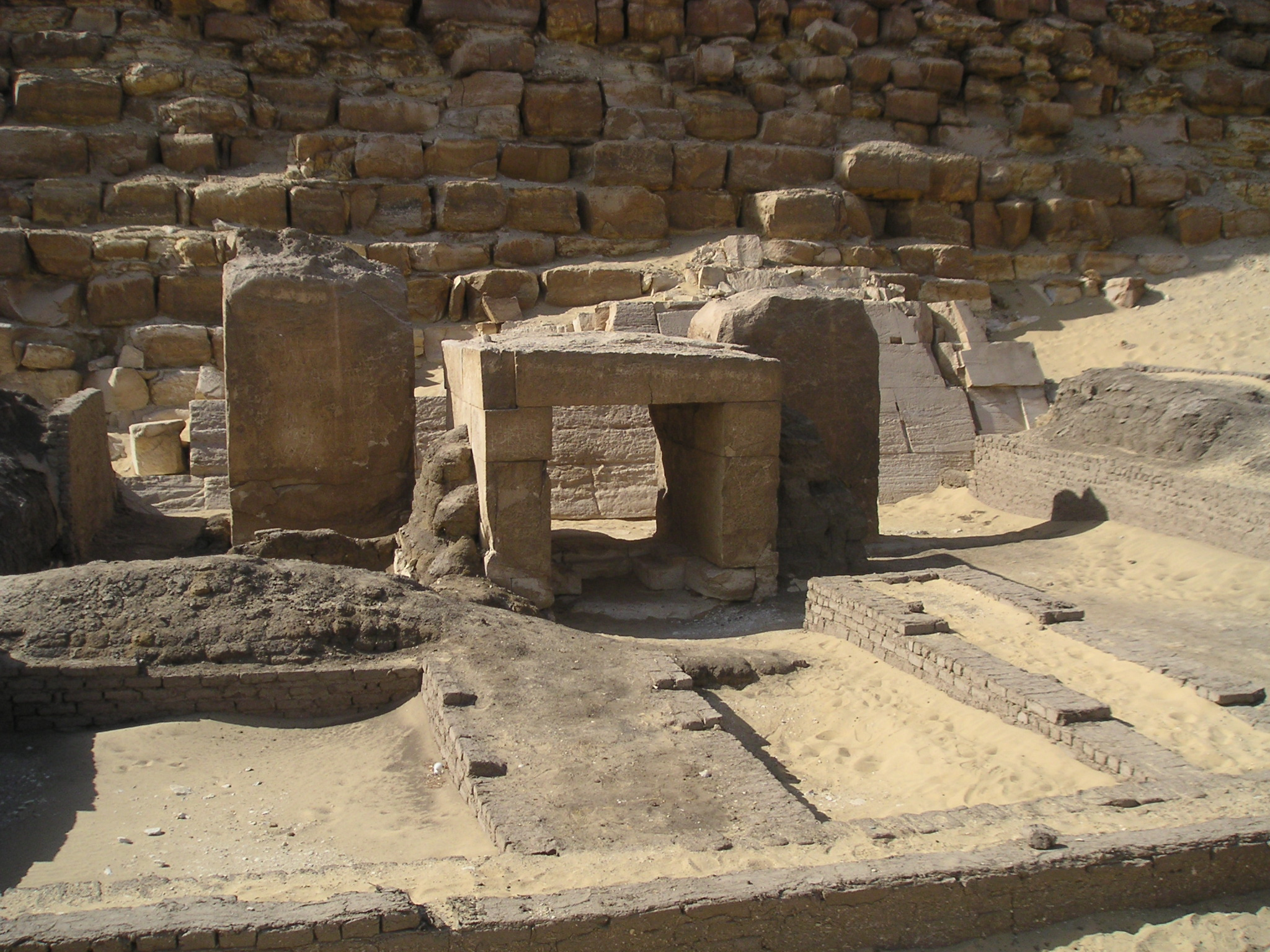
الهيكل العلوي للهرم المعيني
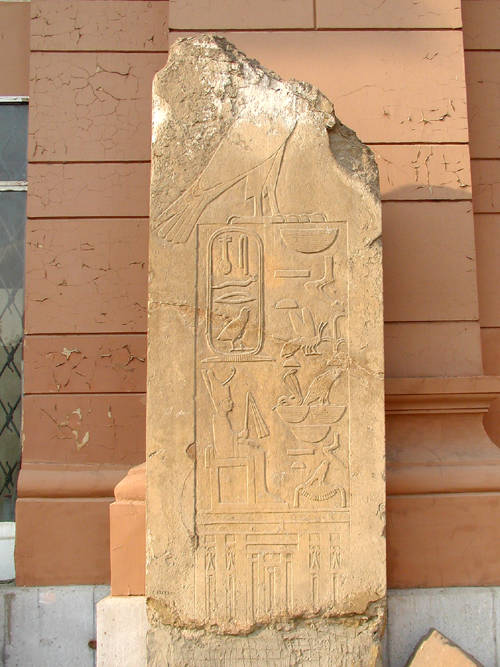
شاهدة المعبد العالي المحفوظة في المتحف المصري بالقاهرة
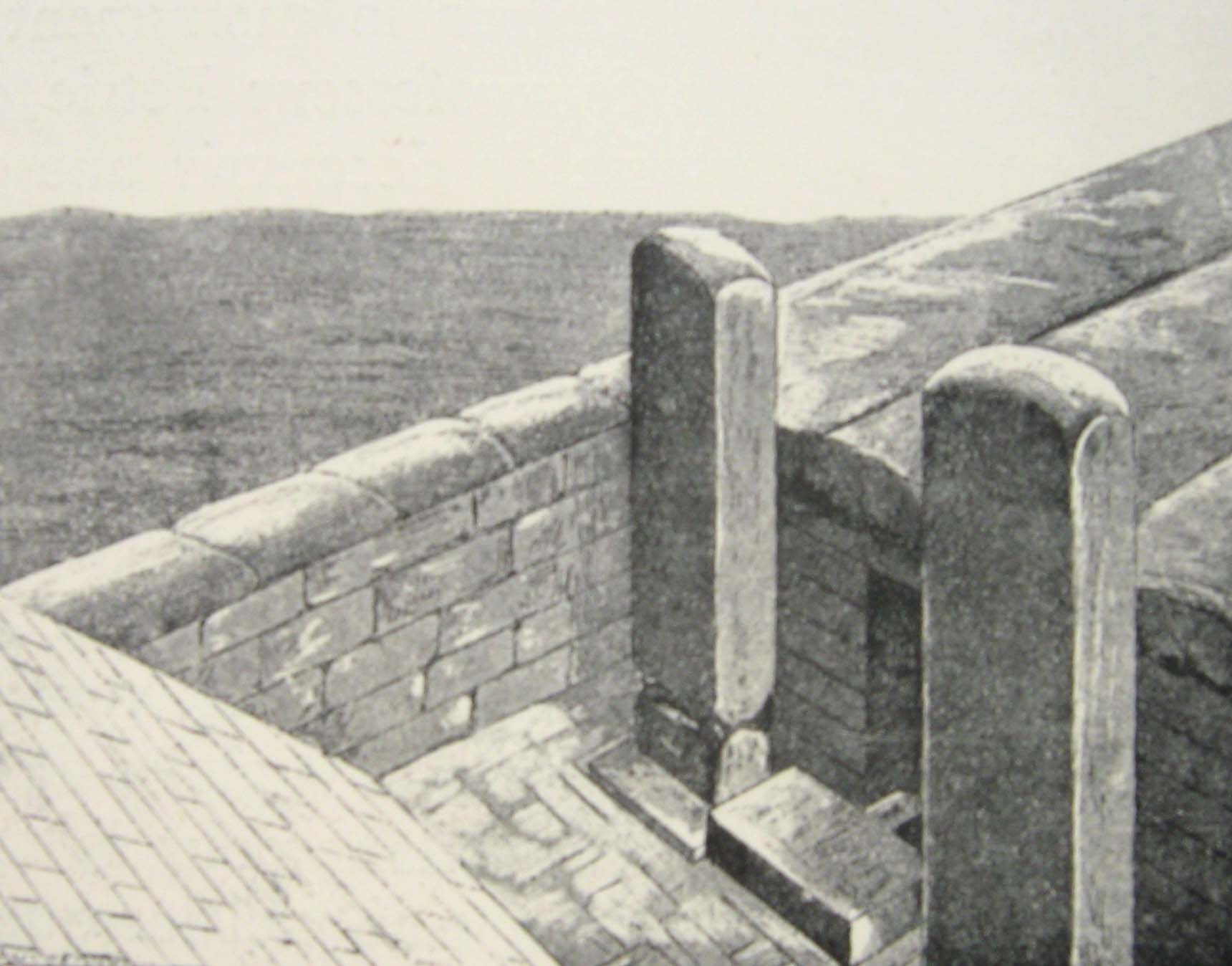
إعادة بناء الهيكل العلوي للهرم المنحني بعد غاستون ماسبيرو

### المعبد الجنائزي (أو المعبد السفلي)
يمكن الوصول إلى المعبد الجنائزي الفعلي، الذي حفره أحمد فخري عام 1951/1952، من الجسر الطويل. تبلغ أبعاده سبعة وأربعين متراً في خمسة وعشرين متراً. كان الأخير قادرًا على رسم الخطط وإعادة بناء العديد من النقوش البارزة من 1400 قطعة الموجودة في الموقع. ينقسم المبنى إلى ثلاثة أجزاء: غرفة انتظار، وفناء به أعمدة وست مصليات. أصالته العظيمة هي نتوء دائري النحت الذي كان يزين معظم جدرانه، مما جعله عنصرًا خاصًا في هندسة المملكة القديمة. افترض عالم المصريات الألماني هربرت ريك أن هذا المعبد كان مخصصًا للطقوس الجنائزية لسنفرو كملك مصر السفلى وأن مبنى آخر (افتراضيًا) كان مخصصًا المناسك الجنائزية ملك مصر العليا. في الواقع، فإن المعبد الجنائزي للهرم المنحني، على عكس جميع الأمثلة المعروفة ، لا يقع على حافة الوادي. مثل المعبد العلوي ، تم إعادة تأهيله خلال الأسرة المصرية الثانية عشر ثم خلال الفترة المتأخرة.

## الهرم التابع

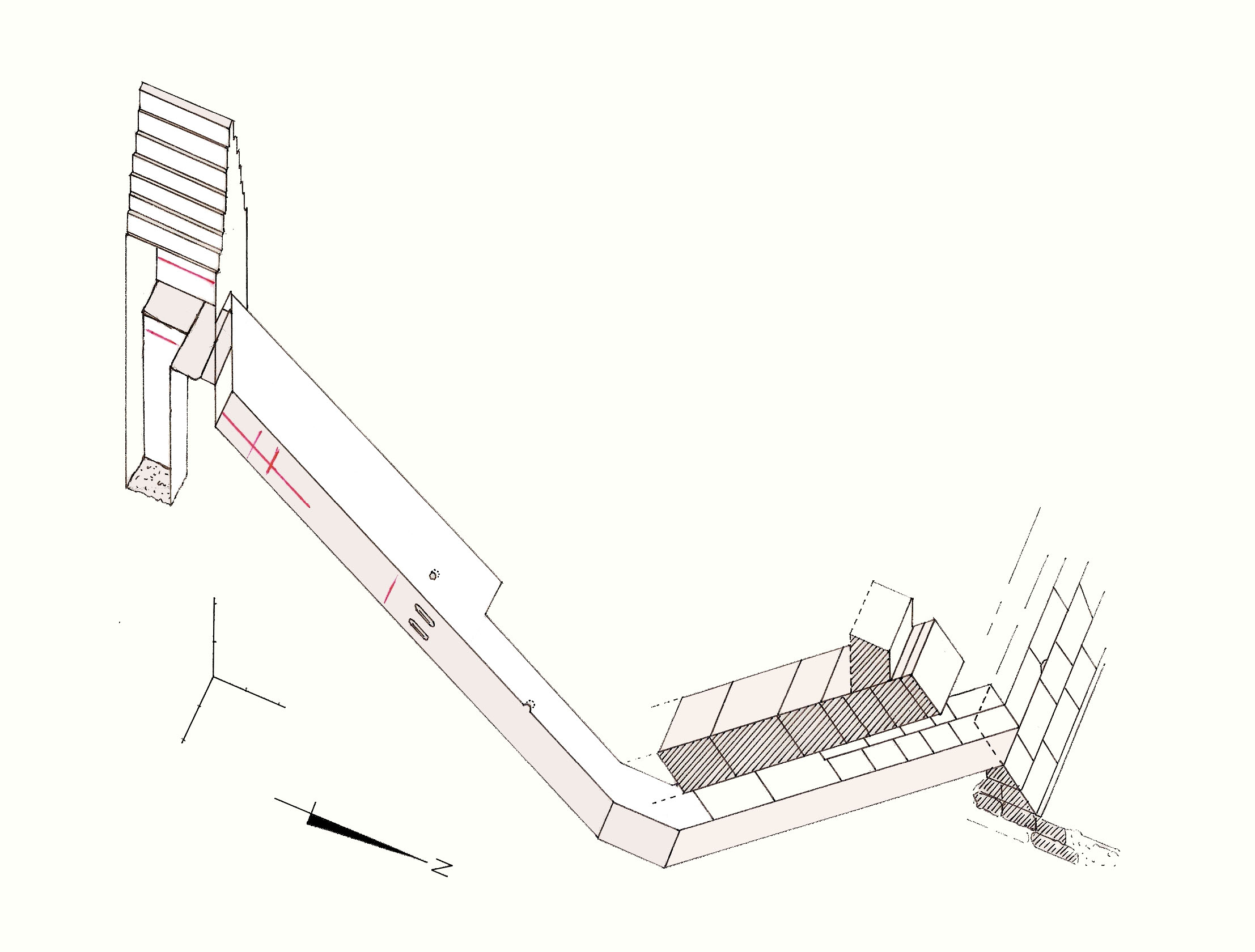
الإسقاط المحوري داخل هرم القمر الصناعي

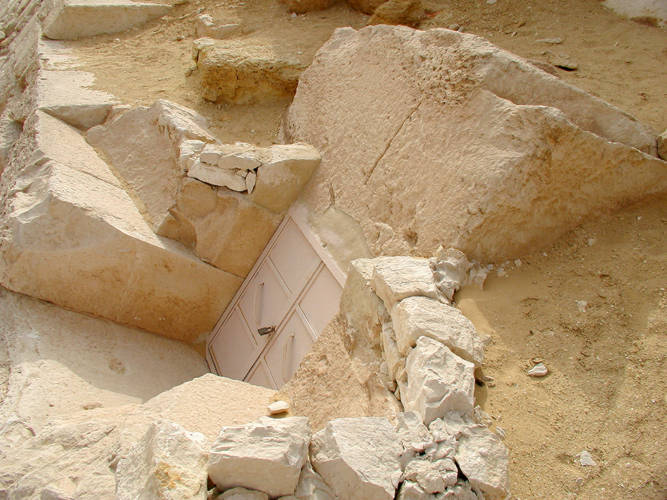
مدخل هرم القمر الصناعي

اقترح بعض علماء المصريات أنه قد تم بناء هرم تابع لإيواء كا الملك على بعد 55 مترًا جنوب الهرم المنحني. قياس الهرم التابع في الأصل يبلغ ارتفاعه 26 مترًا وطوله 52.80 مترًا ، وكانت الوجوه تميل 44 درجة 30 دقيقة. مطابق تقريبًا للميل من الهرم الأحمر يتكون الهيكل من كتل من الحجر الجيري ، سميكة نسبيًا ، مرتبة في صفوف أفقية ومغطاة بطبقة من الحجر الجيري الناعم من طرة. يمكن الوصول إلى حجرة الدفن من ممر منحدر بمدخل يقع على ارتفاع 1.10 مترًا فوق سطح الأرض في منتصف الوجه الشمالي. الممر المنحدر بزاوية 34 درجة ، وكانت مقاسه في الأصل 11.60 مترًا. يربط ممر أفقي قصير الممر بممر صاعد ، مائل عند 32 ° 30 '، مؤديًا إلى الغرفة.
تصميم الممرات مشابه لذلك الموجود في الهرم الأكبر، حيث يحتل المعرض الكبير مكان الممر الصاعد. يؤدي الممر إلى حجرة الدفن (تسمى هذا على الرغم من أنها على الأرجح لم تحتوي على أي تابوت). الغرفة الواقعة في وسط الهرم بها سقف قبو ويحتوي على عمود بعمق أربعة أمتار ، ربما حفره صائدو الكنوز ، في الجزء الجنوبي الشرقي من الغرفة.
مثل الهرم الرئيسي ، كان للهرم التابع مذبح خاص به مع لوحتين تقعان في الجانب الشرقي.

## المناظر الطبيعية من صنع الإنسان
باعتباره أول هرم «حقيقي» هندسيًا في العالم ، يُظهر الهرم المنحني تفرده ليس فقط من خلال طريقة البناء ولكن أيضًا من خلال المناظر الطبيعية المحيطة به. قدم نيكول أليكسانيان وفيليكس أرنولد ، وهما عالمان آثار ألمانيان بارزان ، نظرة ثاقبة جديدة نحو معنى ووظيفة الهرم المنحني في كتابهما المسمى «مجمع الهرم المنحني كمشروع لتصميم المناظر الطبيعية». وقد لاحظوا أن مواقع الهرم المنحني تقع في وسط منطقة صحراوية نقية بدلاً من منطقة خصبة بالقرب من نهر النيل مثل جميع الأهرامات الأخرى. بعد فترة طويلة من التحقيق التفصيلي ، اعتقدوا أن المناظر الطبيعية المحيطة بالهرم المنحني هي في الواقع من صنع الإنسان.
عندما راقب علماء الآثار المناظر الطبيعية عن كثب ، بدت هضبة الهرم مستوية بشكل مصطنع وأن الجرف والخنادق المجاورة كلها من صنع البشر. علاوة على ذلك ، كانت هناك بعض الآثار المتبقية التي تشير إلى تراكم سياج الحديقة. إن تأثير البشر على المناظر الطبيعية يتمثل أيضًا في وجود قناة وادي تربط الهرم المنحني بالميناء ، مما يظهر فرقًا واضحًا بين الجانب الجنوبي والشمالي للقناة. يظهر اختلاف جوهري في المستوى فيما يتعلق بالنتيجة. يبدو أن منحدر قناة الوادي الجنوبي قد تم تصحيحه عندما قارنه علماء الآثار بالجانب الشمالي الطبيعي الملتوي. أيد آرني راميش هذه الفكرة من خلال تقديم أدلة تظهر ارتباطًا منخفضًا للأنماط الأخوية للقناة والتضاريس الطبيعية في المناطق المحيطة ، وهي الجانب الجنوبي من الوادي ، من الهرم المنحني.
قد يحمل الغرض من هذا البناء من صنع الإنسان معنى أسطوري ووظيفة طقسية. استنادًا إلى الأدلة المتاحة ، يعتبر كل من حظيرة الحديقة وأحواض المياه نظيرًا لطقوس الجنازة التي تشير إلى ممارسة منتظمة للطقوس في دهشور. ومع ذلك ، هناك أيضًا مضمون آخر ينص على أن إغلاق الحديقة يساعد على خلق بيئة معيشية مرضية في الصحراء. بخلاف ذلك ، تتعاون الهضبة المنسوخة ، وخنادق المحاجر على الجانبين الغربي والجنوبي للهرم ، والمقابر الأصغر المجاورة معًا للتأكيد على الأثر التاريخي للهرم المنحني ، مما يساعد على طوله. المسافة من الهياكل المحيطة. تمثل هذه السمات بصمة التسلسل الهرمي الاجتماعي في إنشاء هذا المشهد ، والذي يمثل علاوة على ذلك قوة الملك المصري في ذلك الوقت. يصف أليكسانيان وأرنولد هذا البناء بعبارة موجزة: جبل اصطناعي أقيم داخل منظر طبيعي اصطناعي.
لا تزال آثار درج حجري مرئية على جدران الممر الذي يسبق الغرفة السفلية. أدت هذه الحقيقة إلى افتراض المهندسين المعماريين أن البناة قاموا ببناء درج ضخم يؤدي إلى المعرض المتصل ، والذي كان من الممكن أن يتم تفكيكه بالكامل بعد ذلك ، مما يجعل من المستحيل الوصول إلى المستوى العلوي.

## اقرأ أيضا
- الهرم الأحمر
- الهرم الأكبر
- سنفرو
- هرم ميدوم